# Pseudoleptodesmus tricuspis
Pseudoleptodesmus tricuspis är en mångfotingart som beskrevs av Carl Graf Attems 1931. Pseudoleptodesmus tricuspis ingår i släktet Pseudoleptodesmus och familjen Chelodesmidae. Inga underarter finns listade i Catalogue of Life.